# نيل روبرتس (سياسي)
نيل روبرتس (بالإنجليزية: Neil Roberts)‏ هو سياسي أسترالي، ولد في 3 يناير 1955 في تشارليفيل في أستراليا. حزبياً، نشط في حزب العمال الأسترالي. وقد انتخب عضو المجلس التشريعي ولاية كوينزلاند.